# Gey Espinheira
Carlos Geraldo D’Andrea Espinheira CBJM dito Gey Espinheira  (Poções, 20 de maio de 1946 — Salvador, 17 de março de 2009) foi um sociólogo, professor e brasileiro. Considerado um dos maiores defensores dos direitos humanos no Brasil, realizou pesquisas, nos campos institucional e social, sobre violência, democracia, cidadania e educação. Foi um dos pioneiros no  trabalho  com metodologias participativas em Ciências Sociais.

## Biografia
Graduado em Ciências Sociais pela Universidade Federal da Bahia (1970), Mestre pela mesma Universidade (1975) e Doutor em Sociologia pela Universidade de São Paulo (1997), foi pesquisador do Centro de Recursos Humanos e professor adjunto da  Ufba. 
Ao longo de sua carreira, orientou dezenas de novos cientistas sociais, que se tornaram professores e pesquisadores de inúmeras universidades baianas e brasileiras.
Faleceu pouco antes de completar 63 anos, em consequência de complicações de um câncer de esôfago. Tinha quatro filhos e era casado com Ita Marina Espinheira Era também irmão do cineasta Tuna Espinheira e do escritor Ruy Espinheira Filho.

## Obra
Entre os seus principais trabalhos estão os seguintes:
- Os limites do indivíduo: mal-estar na racionalidade, os limites do individuo na medicina e na religião
- Relógio da Torre (vencedor no gênero na 2ª Edição do Concurso Literário Bahia de Todas as Letras da Editora - EDITUS, da Universidade Estadual de Santa Cruz)
- Metodologia e prática do trabalho em comunidade (EDUFBA, 2008)
- Sociedade do medo livro-diagnóstico sob sua coordenação
- "Sociedade e Violência- criminalidade no cotidiano de vida dos moradores do Subúrbio Ferroviário de Salvador".
- Divergência e prostituição - uma análise da comunidade prostitucional do Maciel (dissertação)
- Mal-estar na racionalidade: os limites do indivíduo na medicina e na religião (tese).

## Homenagens póstumas
Em sua homenagem, a Secretaria de Justiça, Cidadania e Direitos Humanos do Estado da Bahia (SJCDH-Ba) instituiu o Prêmio Gey Espinheira de Mídia e Direitos Humanos  com o intuito de  estimular  a consolidação de uma Cultura de Direitos Humanos, premiando aqueles que efetivamente contribuam para a difusão dos princípios, normas e condutas que valorizem a dignidade da pessoa e a qualidade de vida.   
Em 28 de novembro de 2014 recebeu (post mortem) da Assembleia Legislativa da Bahia a Comenda de Cidadão Benemérito da Liberdade e da Justiça Social João Mangabeira, a mais alta honraria do Estado, , em razão de sua trajetória em defesa dos interesses sociais. 